# Ulometra indigna
Ulometra indigna är en fjärilsart som beskrevs av Edward Meyrick 1912. Ulometra indigna ingår i släktet Ulometra och familjen antennmalar. Inga underarter finns listade i Catalogue of Life.